# Скоцишеви
Скоцишеви (пол. Skociszewy) — село в Польщі, у гміні Радкув Влощовського повіту Свентокшиського воєводства.
Населення — 112 осіб (2011).
У 1975-1998 роках село належало до Ченстоховського воєводства.

## Демографія
Демографічна структура на день 31 березня 2011 року:
|          | Загалом | Допрацездатний вік | Працездатний вік | Постпрацездатний вік |
| -------- | ------- | ------------------ | ---------------- | -------------------- |
| Чоловіки | 61      | 12                 | 37               | 12                   |
| Жінки    | 51      | 7                  | 27               | 17                   |
| Разом    | 112     | 19                 | 64               | 29                   |